# Tungipara
 (avril 2023).
Tungipara (en bengali : টুংগীপাড়া) est une upazila du Bangladesh dans le district de Gopalganj. En 1991, on y dénombrait 88 102 habitants.